# Lars Schache
Lars Schache (ur. 22 kwietnia 1976) – niemiecki florecista, złoty medalista mistrzostw świata.
W 1993 roku zdobył brązowy medal indywidualnie na mistrzostwach świata kadetów w Denver. Na mistrzostwach świata juniorów w Paryżu w 1995 roku zdobył indywidualnie srebrny medal.
Podczas mistrzostw świata w Lizbonie w 2002 roku Niemcy w składzie: Ralf Bißdorf, Peter Joppich, Lars Schache i André Weßels wywalczyli złoty w zawodach drużynowych. Był też między innymi czwarty drużynowo i dziesiąty indywidualnie na mistrzostwach świata w Nîmes rok wcześniej.
Ponadto zdobył drużynowo złoty medal na mistrzostwach Europy w Koblencji w 2001 roku.
Nigdy nie wziął udziału w igrzyskach olimpijskich.